# Сент Мајклз (Мериленд)
Сент Мајклз (енгл. St. Michaels) град је у америчкој савезној држави Мериленд.

## Демографија
По попису из 2010. године број становника је 1.029, што је 164 (-13,7%) становника мање него 2000. године.
| Група             | 2000.       | 2010.       |
| Белци             | 825 (69,2%) | 700 (68,0%) |
| Афроамериканци    | 349 (29,3%) | 282 (27,4%) |
| Азијати           | 2 (0,2%)    | 5 (0,5%)    |
| Хиспаноамериканци | 7 (0,6%)    | 30 (2,9%)   |
| Укупно            | 1.193       | 1.029       |